# Monoppix
Monoppix – dystrybucja systemu operacyjnego Linux, której celem było upowszechnianie technologii Mono, oparta na dystrybucji typu Live CD – Knoppix, 
Dystrybucja zawiera oprogramowanie zawarte w Knoppiksie i kompletne środowisko uruchomieniowe Mono (implementacja .NET w Linuksie) – kompilator, biblioteki klas, IDE, baza danych MySQL i dokumentacja. Ostatnia wersja ukazała się w sierpniu 2005, obecnie dystrybucja nie jest rozwijana.